# معردبسه
معردبسه (به عربی: معردبسة) یک روستا در سوریه است که در ناحیه سراقب واقع شده‌است. معردبسه ۷٬۰۷۴ نفر جمعیت دارد.